# Gelencsér Ferenc (politikus)
Gelencsér Ferenc József (Székesfehérvár, 1990. július 21. –) magyar politikus, 2022 májusa óta a Momentum Mozgalom országgyűlési képviselője, 2022-től 2023-ig a párt elnöke, 2022 és 2024 között frakcióvezetője.

## Családja, előélete
Saját bevallása szerint „klasszikus jobboldali értékeket valló, konzervatív családból” származik. Édesapja Gelencsér Ferenc fotóművész, az MDF alapító tagja volt.
Az ELTE Társadalomtudományi Kar nemzetközi tanulmányok szakán végezte tanulmányait. 2013-ban egy ideig Indiában is dolgozott, egy, a tibeti menekülteket segítő alapítványnál. 2018-tól 2019-ig a Di Verdi Hotel Kft.-nél dolgozott, majd 2019-ben az Eaton Hungary Kft.-nél pénzügyi elemzőként.
2016-ban részt vett a Momentum Mozgalom megalapításában, majd a párt I. kerületi alapszervezetének elnöke lett.

## Önkormányzati képviselőként
A 2019. október 13-i önkormányzati választáson Gelencsér Ferenc a Momentum-DK-MSZP-Párbeszéd-LMP-Jobbik-Várunk Egyesület közös jelöltjeként a I. kerületi 5. számú egyéni választókerület mandátumát nyerte el.
Megválasztása után, 2019. október 15-én videófelvételen rögzítette, hogy az I. kerületi önkormányzatból lezárt kartondobozokat szállítanak el munkások, egyikük állítása szerint a leköszönő polgármester, Nagy Gábor Tamás utasítására. A videót Gelencsér közösségi oldalán tette nyilvánossá, ezzel országosan is jelentős médiavisszhangot kiváltva.
2019 őszén Budavár városfejlesztésért és környezetvédelemért felelős alpolgármesterének választotta meg a képviselőtestület.
A budavári önkormányzat tagjaként 2019 decemberében kezdeményezte, hogy eltöröljék a főleg éttermi vendégek által használt, gyakorlatilag ingyenes parkolás lehetőségét.
Az amúgy is szűkösen elérhető parkolóhelyek az itt élőket illetik meg. A Budai Vár nem egy parkolóház és nem egy pláza. Amennyiben valaki itt szeretne parkolni, annak pedig fizetnie kell épp úgy, ahogy minden földi halandónak.
2020 májusában büntetőfeljelentést tett az előző kerületi vezetés garázdálkodása, felelőtlen pénzügyei miatt. Többek közt azt kifogásolta, hogy Nagy Gábor Tamás 500 millió forintot kötött le a később csődbe ment Széchenyi Bankban.
Ugyanebben a hónapban hűtlen kezelés gyanúja miatt is feljelentést tett az I. kerületi önkormányzat, mivel a Red Bull Air Race szervezését az előző önkormányzat jogtalan kedvezményekben részesítette. Ebben az ügyben hivatali visszaélés gyanúja miatt indult nyomozás.
A 2021-es ellenzéki előválasztáson Csárdi Antal LMP-s politikus kihívójaként indult Budapesti 1. sz. országgyűlési egyéni választókerületében, sikertelenül. Az ellenzéki közös lista 26. helyére viszont felkerült, pártjának harmadik neveként.

## Parlamenti politikusként
A 2022-es országgyűlési választáson Gelencsér az ellenzéki közös listáról került be a parlamentbe. Emiatt önkormányzati pozíciójáról lemondott; azt időközi választáson a Fidesz nyerte el, ezért az I. kerületi önkormányzat közgyűlésében a Fidesz többségbe került. A Momentum parlamenti frakciója frakcióvezető-helyettesnek választotta. A képviselő két parlamenti bizottságnak, a külügyi és a honvédelmi bizottságnak akart tagja lenni, ezt viszont a házelnök, Kövér László házelnök indoklás nélkül elutasította.

## Pártelnökként
Donáth Anna, aki 2021 novembere óta volt a Momentum elnöke, 2022. május 9-én bejelentette, hogy gyermeket vár, és ezért nem indul a párt tisztújítóján. Gelencsér Ferenc ezután május 23-án jelentette be, hogy a párt elnöke kíván lenni. Rajta kívül még Hajnal Miklós és Kerpel-Fronius Gábor is versenybe szállt. A május 29-i tisztújítón a küldöttek végül Gelencsért választották meg. Az új pártelnök az ígérte, a „céltalan orbánozás” helyett arra törekszik majd, hogy megismertesse a választópolgárokkal a Momentum elképzeléseit az ország problémáinak megoldásáról. 2022. júliusában a Momentum Mozgalom frakcióvezetőjének választották. Gelencsér Ferenc a KATA tüntetések egyik szónoka volt. Ezt követően először látogatott el a hazai parlamenti képviselők közül Ukrajnába Tompos Mártonnal és Bedő Dáviddal.
2023. december 20-án lemondott a pártelnökségről. Helyére ismét Donáth Anna került, aki egyben a párt európai parlamenti listavezetője is lett a 2024-es EP-választáson. Új elnökséget is választottak a párt élére. 2024. február 26-án leváltották frakcióvezetői tisztségből is, utódja Bedő Dávid lett.